# Севастьянов Віталій Іванович
Віталій Іванович Севастьянов (рос. Виталий Иванович Севастьянов; 8 липня 1935, Красноуральськ, Свердловська область, СРСР — 5 квітня 2010, Москва) — льотчик-космонавт СРСР, двічі Герой Радянського Союзу (1970, 1975), кандидат технічних наук (1965), заслужений майстер спорту СРСР (1970), депутат Державної Думи Федеральних Зборів РФ першого — четвертого (1993—2007) скликань, член фракції КПРФ.

## Біографічні відомості
Віталій Севастьянов народився в 1935 в Свердловській області. Закінчив Московський авіаційний інститут. Працював інженером в ОКБ-1. Читав курс лекцій з механіки космічного польоту космонавтам.
З 1967 входив в загін космонавтів. З 1967 по 1969 Віталій Севастьянов входив до складу одного з перших «місячних» екіпажів і проходив підготовку за програмою обльоту Місяця і посадки на Місяць. Після закриття «місячної» програми проходив підготовку до польотів на кораблях «Союз». Під час польоту космічного корабля «Союз-8» був дублером А.Єлісєєва. З січня по травень 1970 проходив підготовку як бортінженер основного екіпажа космічного корабля «Союз» за програмою автономного тривалого польоту.
З 1 по 19 червня 1970 Севастьянов зробив свій перший космічний політ як бортінженера космічного корабля «Союз-9». Екіпаж корабля встановив світовий рекорд тривалості перебування в космосі — 17 діб 16 годин 58 хвилин 55 секунд.
Другий політ в космос, на орбітальну станцію «Салют-4», Севастьянов зробив з 24 травня по 26 липня 1975 як бортінженер космічного корабля «Союз-18». За два польоти в космос Віталій Севастьянов налітав 80 діб 16 годин 19 хвилин 3 секунди.
З квітня 1985 Віталій Севастьянов працював заступником начальника відділу НВО «Енергія». У 1988 він почав підготовку у складі групи космонавтів за програмою тривалого польоту на орбітальній станції «Мир». У червні 1990 за висновком лікарів на Севастьянова було накладено обмеження з тривалості польоту, через що він був усунений від польотів на станцію «Мир».
З 1989 В.Севастьянов включився в активну політичну діяльність. У березні 1990 його обирають депутатом Верховної Ради СРСР від «Комуністів Росії». З 1993 по 2007 обирався депутатом Держдуми від Компартії, був одним з лідерів комуністів.
Крім того, Севастьянов був автором понад 200 наукових публікацій, цілого низки винаходів і відкриттів.